# Réseau de radiodiffusion

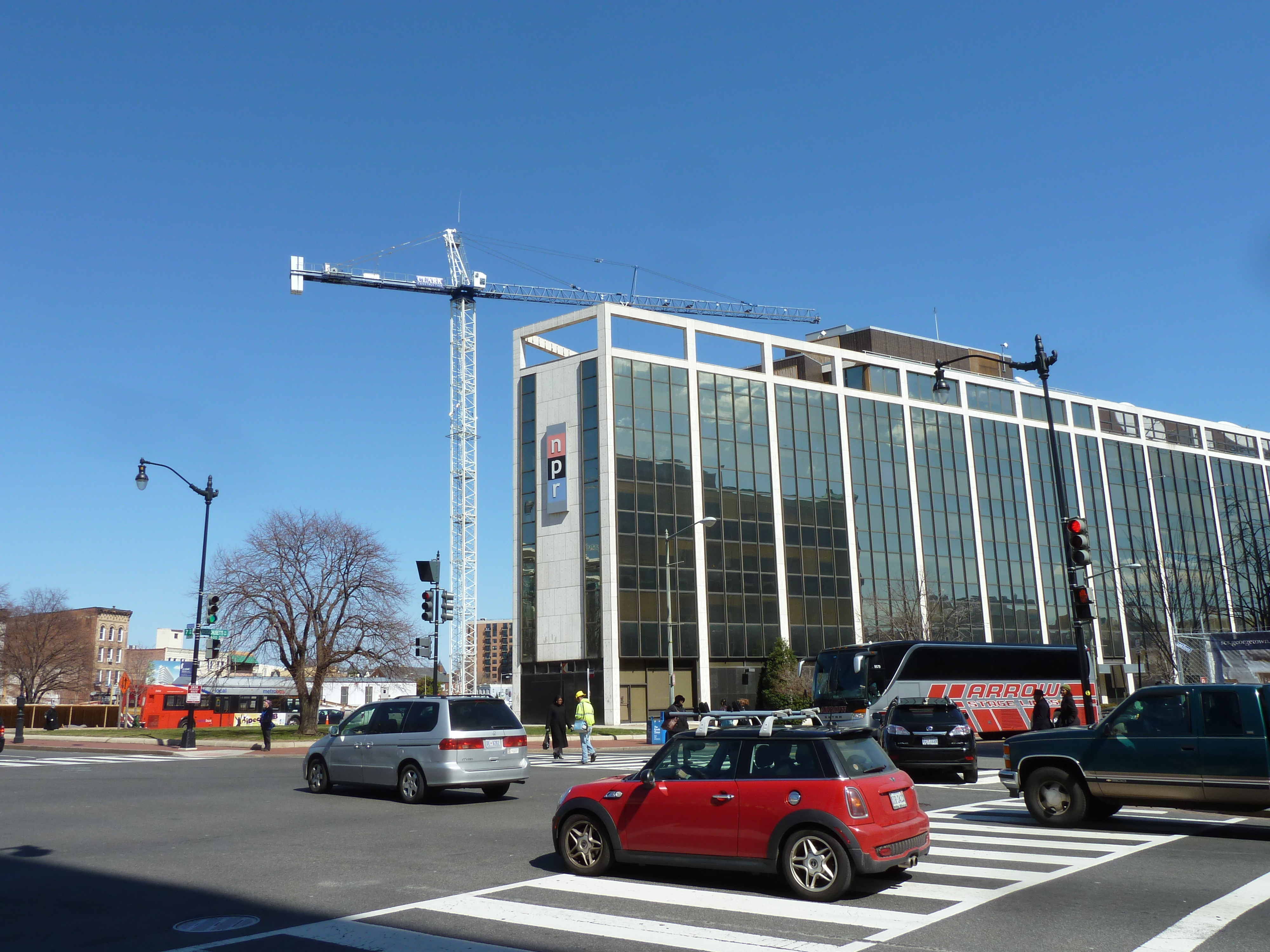
Siège de NPR, plus important réseau de radiodiffusion public aux États-Unis, avec plus de 900 stations de radio affiliées.

Dans le domaine des médias, un réseau de radiodiffusion, ou réseau radiophonique, est une organisation mère qui fédère plusieurs stations de radio distinctes et distribue à ces stations, selon le processus de distribution connu sous le nom de « syndication », une programmation commune. Un réseau de radiodiffusion propose ainsi un catalogue d'émissions de radio à ses stations affiliées, qui diffusent tout ou partie de ce catalogue, selon le format radio de la station.
Ce type d'organisation entre stations de radio et réseaux de radiodiffusion est typique en Amérique du Nord (Canada et États-Unis). Par exemple, le réseau de radiodiffusion francophone québécois Énergie possède dix stations au Québec, dont CKMF-FM à Montréal et CHIK-FM à Québec ; ces stations ont certaines émissions communes mais leur programmation est différente et leur signal distinct.
Par extension, on parle aussi de réseau de radiodiffusion lorsqu'une organisation radiophonique est constituée d'une station de radio (appelée « tête du réseau » ou « station de radio première ») et d'antennes locales, qui émettent leurs propres programmes lors des décrochages.